# Barleria obtecta
Barleria obtecta är en akantusväxtart som beskrevs av Champl.. Barleria obtecta ingår i släktet Barleria och familjen akantusväxter. Inga underarter finns listade i Catalogue of Life.